# Möllevägsskolan
Möllevägsskolan är en tidigare grundskola i Falkenberg, belägen vid Möllegatan.

## Skolans historik
När man under 1890-talet började projektera en ny folkskolebyggnad i Falkenberg anlitade man arkitekt Adrian C. Petersson för att rita ett förslag. Ett reviderat förslag antogs, men byggdes inte. När frågan senare aktualiserades under kyrkoherde David Davidsson ansågs det tidigare förslaget vara för litet, varpå byggnadsinspektör A. Nilsson anlitades för att modifiera förslaget så att det rymde fler salar. I juni 1897 började huset byggas av byggmästare J. Larsson från Göteborg. Det nya folkskolehuset invigdes den 15 augusti 1898.
En tillbyggnad med gymnastiksal uppfördes 1920.
Skolan kom sedermera att kallas Västra folkskolan. Namnändringen till Möllevägsskolan beslutades av folkskolestyrelsen i mars 1953 (jämte Schubergstorpsskolan som fick sitt namn samtidigt).
År 2000 var skolan rivningshotad vilket ledde till protester från landsantikvarien och Falkenbergsbor och insamling av namnlistor. Kommunpolitkerna vände då och beslutade istället att skolan skulle blir kvar och renoveras. Med motiveringen att renoveringskostanderna var högre än inledningsvis antaget ändrade man sig igen och år 2004 beslutades det att skolan skulle läggas ner. Skolan lades ner efter vårterminen 2007. Eleverna flyttades till Tångaskolan som byggts ut för att få plats med de nya eleverna.
Vid en värdering 2006 tillmättes byggnaden "särskilt kulturhistoriskt värde".

## Senare användning
År 2014 öppnade Mötesplats Mölle i Möllevägsskolans gamla matsal och gymnastiksal.